# Meike Evers
Meike Evers (West-Berlijn, 6 juni 1977) is een Duits voormalig roeister. Ze behaalde tijdens de Olympische Zomerspelen 1996 de dertiende plaats in de skiff. Een jaar later werd ze samen met Kathrin Boron wereldkampioene in de dubbel-twee. Evers werd in 1999 voor de tweede maal wereldkampioene, ditmaal in de dubbel-vier. Ze won een gouden medaille in de dubbel-vier tijdens de Olympische Zomerspelen 2000. Vier jaar later prolongeerde Evers haar olympische titel in de dubbel-vier in Athene.

## Resultaten
- Olympische Zomerspelen 1996 in Atlanta 13e in de skiff
- Wereldkampioenschappen roeien 1997 in Meer van Aiguebelette  in de dubbel-twee
- Wereldkampioenschappen roeien 1999 in St. Catharines  in de dubbel-vier
- Olympische Zomerspelen 2000 in Sydney  in de dubbel-vier
- Olympische Zomerspelen 2004 in Athene  in de dubbel-vier

1988: Kerstin Förster & Kristina Mundt & Beate Schramm & Jana Sorgers ·
1992: Sybille Schmidt  &  Birgit Peter  & Kerstin Müller & Kristina Mundt·
1996: Katrin Rutschow & Jana Sorgers & Kerstin Köppen & Kathrin Boron·
2000: Manja Kowalski & Meike Evers & Manuela Lutze  & Kerstin Kowalski ·
2004: Kathrin Boron & Meike Evers & Manuela Lutze & Kerstin Kowalski ·
2008: Tang Bin & Xi Aihua & Jin Ziwei & Zhang Yangyang ·
2012: Kateryna Tarasenko & Natalija Dovhodko & Anastasija Kozjenkova & Jana Dementjeva·
2016: Annekatrin Thiele, Carina Bär, Julia Lier, Lisa Schmidla ·
2020: Chen Yunxia & Zhang Ling & Lü Yang & Cui Xiaotong ·
2024: Lauren Henry & Hannah Scott & Lola Anderson & Georgina Brayshaw